# Neal Schon
Pour les articles homonymes, voir Schon.

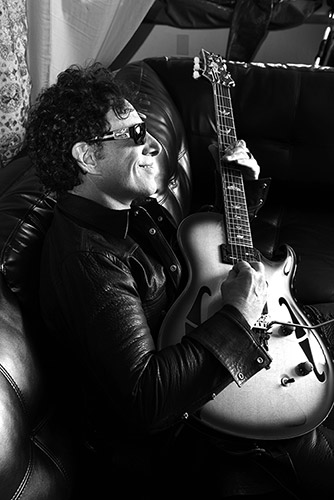
Neal Schon en 2013

Neal Joseph Schon, né le 27 février 1954 en Oklahoma, est un musicien américain, guitariste et chanteur qui est surtout connu pour avoir formé le groupe Journey dont il est le seul membre constant depuis sa formation. Durant sa longue carrière, il a également formé ou collaboré avec de nombreux groupes tels que Santana, Azteca, HSAS, Bad English, Hardline ou encore plus récemment Soul SirkUS. Il a également publié 9 albums solo. 
Il a été intronisé au Oklahoma Music Hall Of Fame le 23 août 2013, puis en tant que membre de Journey au Rock 'n' Roll Hall Of Fame le 7 avril 2017.

## Biographie
Né à la base aérienne de Tinker en Oklahoma, il est le fils de Barbara et Matthew Schon, ses ancêtres sont de nationalités allemande et italienne. Il commence à apprendre la guitare à l'âge de cinq ans, puis alors qu'il n'est âgé que de 15 ans, Eric Clapton lui propose de se joindre à son groupe Derek & The Dominos, mais il a décliné son offre pour joindre Santana en 1971. Il a joué sur les albums Santana III en 1971 et Caravanserai en 1972, il y fait la connaissance du claviériste Gregg Rolie qu'il retrouvera plus tard au sein du groupe Journey. Et ensuite, il rejoint le groupe de jazz rock fusion latino Azteca, formé entre autres des percussionnistes Joseph Thomas Coke Escovedo, son frère Pete Escovedo et du batteur Lenny White. Cette formation aura eue entre 15 et 25 musiciens au cours de sa courte existence. Un tremplin pour certains de ses membres, dont la percussionniste Sheila E., qui est en fait la fille de Pete Escovedo. Ils ont entre autres accompagnés Stevie Wonder en tournée. Après s'être séparé en 1973, ils se sont reformés en 2008 sans Neal comme guitariste, il a été remplacé par Bill Courtial.

## Journey
En 1973, il retrouve le claviériste Gregg Rolie qu'il a rencontré au sein de Santana et forme avec lui le groupe Journey, formé aussi de George Tickner à la guitare rythmique et aux chœurs qui ne restera que le temps d'un album, de Ross Valory à la basse et du batteur Aynsley Dunbar. C'est Gregg Rolie qui en est le chanteur jusqu'à l'arrivée de Steve Perry en 1978 pour le quatrième album Infinity, jusqu'à ce qu'il quitte en 1996 après leur album Trial by fire. ils réalisèrent 14 albums studios et 4 live, avec des hits tels que Lights, Lovin' Touchin' Squeezin', Don't stop believin, Wheel In The Sky, le groupe a connu plusieurs changements de personnel mais Neal aura été le seul membre constant jusqu'à aujourd'hui. 
Entre-temps, Neal travaille avec d'autres artistes et musiciens dont Jan Hammer, avec lequel il a réalisé deux albums Untold Passion en 1981 et Here to Stay en 1982. Il joue aussi avec Sammy Hagar au sein de HSAS avec qui il enregistre un album en 1984 Through the Fire, puis Bad English en 1989 avec le chanteur John Waite, le claviériste Johnathan Cain, le bassiste Ricky Phillips et le batteur Deen Castronovo. Par la suite, Neal forme le groupe Hardline, joue avec le chanteur Paul Rodgers (ex-Free et Bad Company), il retrouve Sammy Hagar avec Planet Us et il enregistre aussi avec Michael Bolton l'album The Hunger en 1987. En 1997, il joue avec le groupe Abraxas Pool qui a publié un seul album éponyme avec d'anciens musiciens de Santana, Gregg Rolie aux claviers et au chant, Alphonso Johnson à la basse, Michael Shrieve à la batterie et Michael Carabello et José Areas aux percussions. Il joue toujours avec Journey jusqu'à aujourd'hui. Et surprise en 2016 lorsqu'il retrouve à nouveau Gregg Rolie et Carlos Santana pour le 23e album studio du groupe Santana, Santana IV, il est aussi sur l'album live Santana IV Live At The House Of Blues Las Vegas sorti lui aussi en 2016.

## Discographie
Solo
- Late Nite (1989) - Avec Omar Hakim, Steve Smith, Sheryl Crow, Randy Jackson, etc.
- Beyond the Thunder (1995) - Avec Jonathan Cain, José "Chepito" Areas, Steve Smith, etc.
- Electric World (1997) - Avec Alphonso Johnson, Steve Smith, Walfredo Reyes Jr., Zakir Hussain, etc.
- Piranha Blues (1998) - Avec Ross Valory, Steve Roseman, Richard Martin Ross, Prairie Prince, etc.
- Voice (2001) - Avec Gary Cirimelli & Scott Fuller, invité spécial David Foster au piano.
- I On U (2005) - Avec Omar Hakim, Gary Cirimelli, Igor Len.
- The Calling (2012) - Avec Jan Hammer, Steve Smith, Igor Len.
- So U (2014) - Deen Castronovo, Marco Mendoza, Jack Blades.
- Vortex (2015) - Avec Jan Hammer, Jonathan Cain, Steve Smith, Igor Len.

Santana
- Santana III (1971)
- Caravanserai (1972)
- Santana IV (2016)
- Santana IV Live At The House Of Blues Las Vegas (2016) - Disponible en vinyle, CD et DVD.

Carlos Santana & Buddy Miles
- Carlos Santana and Buddy Miles! Live! (1972)

Azteca
- Azteca (1972)
- Pyramid Of The Moon (1973)

Journey
Albums studio :
- Journey (1975) - Gregg Rolie chante en plus de jouer les claviers.
- Look into the Future (1976)
- Next (1977)
- Infinity (1978) - Arrivée de Steve Perry au chant.
- Evolution (1979)
- Departure (1980)
- Dream, After Dream (1980) - Bande Originale de film.
- Escape (1981)
- Frontiers (1983)
- Raised on Radio (1986)
- Trial by Fire (1996) - Départ de Steve Perry après cet album.
- Arrival (2001) - Steve Augeri remplace Steve Perry au poste de chanteur.
- Generations (2005)
- Revelation (2008) - Album double. - Arnel Pineda remplace Augeri comme chanteur.
- Eclipse (2011)

Albums live :
- Captured (1981)
- Live in Houston (1981)
- Greatest hits live (1998)
- Journey 2001 (2001) - CD + DVD + Livret de 63 Pages.
- Alive in America (2014)

EP : 
- Red 13 (2002)

Compilations :
- In the beginning (1980)
- Greatest hits (1988)
- Time (1992) - (Coffret 3 CD)
- The Essential Journey (2001)
- Greatest Hits 2 (2011)

DVD :
- Live in Houston 1981 Escape Tour (1981)
- Journey 2001 (2001)
- Greatest Hits 1978 - 1997 (2003)
- Live in Manilla (2009)

Jan Hammer
- Untold Passion (1981)
- Here to Stay (1982) - Avec Steve Perry au chant, Ross Valory à la basse et Steve Smith à la batterie sur Self defense.

HSAS
- Through the Fire (1984)

Bad English
- Bad English (1989)
- Backlash (1991)

Hardline
- Hot Cherie EP (1992)
- Double Eclipse (1992)
- Can't Find My Way EP (1992)
- II (2002)

Paul Rodgers
- Muddy Water Blues: A Tribute to Muddy Waters (1993) - Avec Trevor Rabin, David Gilmour, Jeff Beck, Buddy Guy, Brian May, etc.
- The Hendrix Set (1993) - Mini album produit par Neal Schon et Paul Rodgers. Joue aussi sur l'album.
- Paul Rodgers & Friends : Live at Montreux 1994 (2011) - Avec Bryan May, Jason Bonham, Steve Lukather, etc.

Just If I
- All One People (1995)

Abraxas Pool
- Abraxas Pool (1997)

Soul SirkUS
- World Play (2005)

## Collaborations
- Betty Davis – Betty Davis (1973)
- Robert Fleischman - Perfect Stranger (1979)
- Sammy Hagar - Danger Zone (1980) - Joue sur Love Or Money
- Tané Cain - Tané Cain (1983)
- Silver Condor - Trouble at Home (1983)
- Gregg Rolie - Gregg Rolie (1985) - Guitare sur It's Only Make Believe, Carlos Santana joue aussi sur une chanson.
- Hear 'n' Aid - Stars (1985) - Avec Ronnie James Dio, Dave Murray, Jimmy Bain, Yngwie Malmsteen, Vinny Appice, etc.
- Eric Martin - Eric Martin (1985) - A coécrit la chanson Just One Night
- Joe Cocker - Cocker (1986) - Joue sur Don't You Love Me Anymore
- Gregg Rolie : Gringo (1987) - Guitare sur Fire at night avec Carlos Santana et Dan Huff.
- Michael Bolton - The Hunger (1987) - Joue sur Wait On Love, (Sittin' On) The Dock Of The Bay et You're All That I Need.
- Jimmy Barnes - Freight Train Heart (1987)
- The Allman Brothers Band - Where It All Begins (1994) - A coécrit la chanson Temptation Is a Gun
- Frederiksen/Phillips - Frederiksen/Phillips (1995)
- Artistes Variés - Merry Axemas, Vol. 2: More Guitars for Christmas (1998)
- Paul Rodgers - Now (2000) - Neal a écrit la chanson Saving Grace avec Geoff Whitehorn mais ne joue pas sur l'album.
- Trichromes - Trichromes (2002)
- Mickey Thomas - Over the Edge (2004)
- Beth Hart - Les Paul & Friends: American Made World Played (2005)
- Gary Schutt - Loss 4 Words (2008) - Guitare solo sur Road Trip
- Sammy Hagar - Cosmic Universal Fashion (2008) - A joué et coécrit Psycho Vertigo et Peephole.
- Lee Ritenour - Lee Ritenour's 6 String Theory (2010)
- Eric Martin - Mr. Rock Vocalist (2012)
- Revolution Saints - Revolution Saints (2015)
- Jason Becker - Triumphant Hearts (2018)

## Production
- 1981 : Jan Hammer : Untold Passion - A produit avec Jan Hammer en plus de jouer sur l'album, a participé à l'écriture de 4 pièces et en a écrit une.
- 1982 : Jan Hammer : Here to stay - A encore produit avec Jan Hammer. Steve Perry, Ross Valory et Steve Smith de Journey jouent sur une chanson.
- 1993 : Paul Rodgers & Company : The Hendrix Set - Produit ce mini album avec Rodgers. Enregistré en concert le 4 juillet 1993 à Bayfront Park, Miami, Floride, avec Paul Rodgers au chant, Neal Schon guitare, Todd Jensen basse et Deen Castronovo batterie.

### Sources
- Neal Schon Discographie : https://www.discogs.com/fr/artist/351619-Neal-Schon
- Santana Discographie : https://www.discogs.com/fr/artist/30724-Santana
- Carlos Santana & Buddy Miles : https://www.discogs.com/Carlos-Santana-Buddy-Miles-Carlos-Santana-Buddy-Miles-Live/release/626016
- Azteca Discographie : https://www.discogs.com/fr/artist/303196-Azteca
- Journey Discographie : https://www.discogs.com/fr/search/?q=journey&type=all
- Journey Discographie : http://www.journeymusic.com/pages/disc
- Bad English Discographie : https://www.discogs.com/fr/artist/254404-Bad-English
- Abraxas Pool : https://www.discogs.com/fr/Abraxas-Pool-Abraxas-Pool/release/2638820
- Paul Rodgers Discographie : https://www.discogs.com/fr/artist/86720-Paul-Rodgers
- Paul Rodgers The Hendrix Set : https://www.discogs.com/fr/Paul-Rodgers-And-Company-The-Hendrix-Set/release/2624377
- Neal Schon retrouve Santana : https://www.usatoday.com/story/life/music/2016/03/21/original-santana-band-reborn-las-vegas/82098122/